# Ткачёва, Кристина Александровна
Кристина Александровна Ткачёва (род. 19 марта 1999, Бурятия) — российская боксёрша. Призёр чемпионата мира и чемпионатов Европы. Четырёхкратная чемпионка России (2018, 2019, 2023, 2024). Член сборной России по боксу. Двукратная чемпионка мира по боксу среди юниоров.

## Любительская карьера
Боксом начала заниматься в 14 лет, тренировалась под руководством Бадмы Бадмаева, являлась воспитанницей спортивного клуба «Номто» и Республиканской спортивной школы олимпийского резерва.
Кристина — студентка факультета физической культуры и спорта Бурятского республиканского педагогического колледжа.
Приказом министра спорта РФ № 110-нг от 24 июля 2018 года Кристине присвоено спортивное звание Мастер спорта России международного класса.
В 2018 году, в городе Улан-Удэ, она выиграла чемпионат России в весовой категории свыше 81 кг.
На чемпионате Европы 2018 года Ткачёва одержала победу во всех своих поединках, кроме финала, и завоевала серебряную медаль.
На 10-м чемпионате мира по боксу среди женщин в Индии, в поединке 1/2 финала, 23 ноября 2018 года, Кристина уступила спортсменке из Турции Шеннур Демир. Таким образом, она завершила выступление на мировом первенстве, завоевав бронзовую медаль чемпионата. В четвертьфинале Ткачёва победила узбекистанскую спортсменку Гузаль Исматову. Ткачёва единственная российская боксёрша принёсшая стране медаль этого чемпионата.
В ноябре 2023 года, в Уфе стала чемпионом России в весе свыше 81 кг, в финале по очкам 5:0 победив Ксению Олифиренко.

## Личная жизнь
В середине апреля 2025 года стало известно, что Кристина вышла замуж, приняла ислам и носит хиджаб, также она заявила, что оставила боксёрскую карьеру и работает тренером в фитнес-клубе в дагестанском Каспийске, куда она переехала. 